# Yuzawa (Niigata)
Yuzawa (湯沢町, Yuzawa-machi) é uma vila  localizada no distrito de Minami-Uonuma, Niigata (prefeitura), na Região de Hokuriku do Japão. 01, a vila tinha uma população estimada de 7.972 e uma densidade populacional de 22,3 pessoas por km². Sua área total era 257.29 quilômetros quadrados. A vila é famosa por sua primavera quente.

## Geografia
Yuzawa está localizado no sudoeste da prefeitura de Niigata, em uma área montanhosa que faz fronteira com o norte da Prefeitura de Nagano e com o norte da Prefeitura de Gunma. Devido à sua localização geográfica entre o Mar do Japão e os Alpes japoneses circundantes, tem uma das maiores quedas de neve anuais no Japão. Existem inúmeras estâncias de esqui dentro da região. O Monte Naeba, de 2143 metros, está parcialmente localizado dentro dos limites da cidade.

### Municipalidades circundantes
- Niigata (prefeitura)
  - Minamiuonuma
  - Tōkamachi
  - Yuzawa
- Nagano (prefeitura)
  - Sakae
- Gunma (prefeitura)
  - Nakanojo
  - Minakami

## História
A área da atual Yuzawa era parte da antiga Província de Echigo. A aldeia de Yuzawa foi criada em 1 de abril de 1889 com a criação do sistema municipal. Foi levada ao status de cidade em 31 de março de 1955 por fusão com as aldeias de Kandatsu, Tsuchidaru, Mitsumata e Mikuni.

## Educação
Yuzawa tem uma escola pública de ensino fundamental e uma de ensino médio público. A cidade não tem uma escola secundária.

## Clima
| Dados climáticos para Yuzawa, Niigata (1981-2010) | Dados climáticos para Yuzawa, Niigata (1981-2010) | Dados climáticos para Yuzawa, Niigata (1981-2010) | Dados climáticos para Yuzawa, Niigata (1981-2010) | Dados climáticos para Yuzawa, Niigata (1981-2010) | Dados climáticos para Yuzawa, Niigata (1981-2010) | Dados climáticos para Yuzawa, Niigata (1981-2010) | Dados climáticos para Yuzawa, Niigata (1981-2010) | Dados climáticos para Yuzawa, Niigata (1981-2010) | Dados climáticos para Yuzawa, Niigata (1981-2010) | Dados climáticos para Yuzawa, Niigata (1981-2010) | Dados climáticos para Yuzawa, Niigata (1981-2010) | Dados climáticos para Yuzawa, Niigata (1981-2010) | Dados climáticos para Yuzawa, Niigata (1981-2010) |
| Mês                                               | Jan                                               | Fev                                               | Mar                                               | Abr                                               | Mai                                               | Jun                                               | Jul                                               | Ago                                               | Set                                               | Out                                               | Nov                                               | Dez                                               | Ano                                               |
| ------------------------------------------------- | ------------------------------------------------- | ------------------------------------------------- | ------------------------------------------------- | ------------------------------------------------- | ------------------------------------------------- | ------------------------------------------------- | ------------------------------------------------- | ------------------------------------------------- | ------------------------------------------------- | ------------------------------------------------- | ------------------------------------------------- | ------------------------------------------------- | ------------------------------------------------- |
| Média alta °C (°F)                                | 2.8 (37)                                          | 3.3 (37.9)                                        | 7.2 (45)                                          | 15.3 (59.5)                                       | 21.4 (70.5)                                       | 24.8 (76.6)                                       | 28.2 (82.8)                                       | 29.9 (85.8)                                       | 25.1 (77.2)                                       | 18.8 (65.8)                                       | 12.6 (54.7)                                       | 6.3 (43.3)                                        | 16.31 (61.34)                                     |
| Média diária °C (°F)                              | −0.5 (31.1)                                       | −0.3 (31.5)                                       | 2.7 (36.9)                                        | 9.2 (48.6)                                        | 15.3 (59.5)                                       | 19.6 (67.3)                                       | 23.2 (73.8)                                       | 24.7 (76.5)                                       | 20.2 (68.4)                                       | 13.8 (56.8)                                       | 7.7 (45.9)                                        | 2.3 (36.1)                                        | 11.49 (52.7)                                      |
| Média baixa °C (°F)                               | −3.6 (25.5)                                       | −3.7 (25.3)                                       | −1.1 (30)                                         | 3.9 (39)                                          | 9.8 (49.6)                                        | 15.2 (59.4)                                       | 19.3 (66.7)                                       | 20.5 (68.9)                                       | 16.4 (61.5)                                       | 9.7 (49.5)                                        | 3.7 (38.7)                                        | −0.9 (30.4)                                       | 7.43 (45.38)                                      |
| Média precipitação mm (pol.)                      | 307.6 (12.11)                                     | 213.1 (8.39)                                      | 154.9 (6.098)                                     | 101.8 (4.008)                                     | 105.3 (4.146)                                     | 134.8 (5.307)                                     | 202.1 (7.957)                                     | 192.3 (7.571)                                     | 186.9 (7.358)                                     | 164.1 (6.461)                                     | 193.9 (7.634)                                     | 274.2 (10.795)                                    | 2 231 (87,835)                                    |
| Queda de neve média cm (pol.)                     | 411 (161.8)                                       | 319 (125.6)                                       | 186 (73.2)                                        | 41 (16.1)                                         | 0 (0)                                             | 0 (0)                                             | 0 (0)                                             | 0 (0)                                             | 0 (0)                                             | 0 (0)                                             | 18 (7.1)                                          | 208 (81.9)                                        | 1 183 (465,7)                                     |
| Média mensal horas de sol                         | 57.6                                              | 73.0                                              | 102.8                                             | 146.4                                             | 171.0                                             | 132.8                                             | 134.1                                             | 157.9                                             | 102.9                                             | 103.3                                             | 89.6                                              | 70.4                                              | 1 341,8                                           |
| Fonte: Japan Meteorological Agency                |                                                   |                                                   |                                                   |                                                   |                                                   |                                                   |                                                   |                                                   |                                                   |                                                   |                                                   |                                                   |                                                   |

## Transporte

### Ferroviária
- JR East – Jōetsu Shinkansen
  - Echigo-Yuzawa - Gala Yuzawa
- JR East – Jōetsu Line
  - Tsuchitaru - Echigo-Nakazato - Echigo-Yuzawa - Iwappara-Ski-jō-mae
- Hokuhoku Express - Hokuhoku Line
  - Echigo-Yuzawa

### Estrada
- Kan-Etsu Expressway
- Japan National Route 17
- Japan National Route 353

## Atrações locais

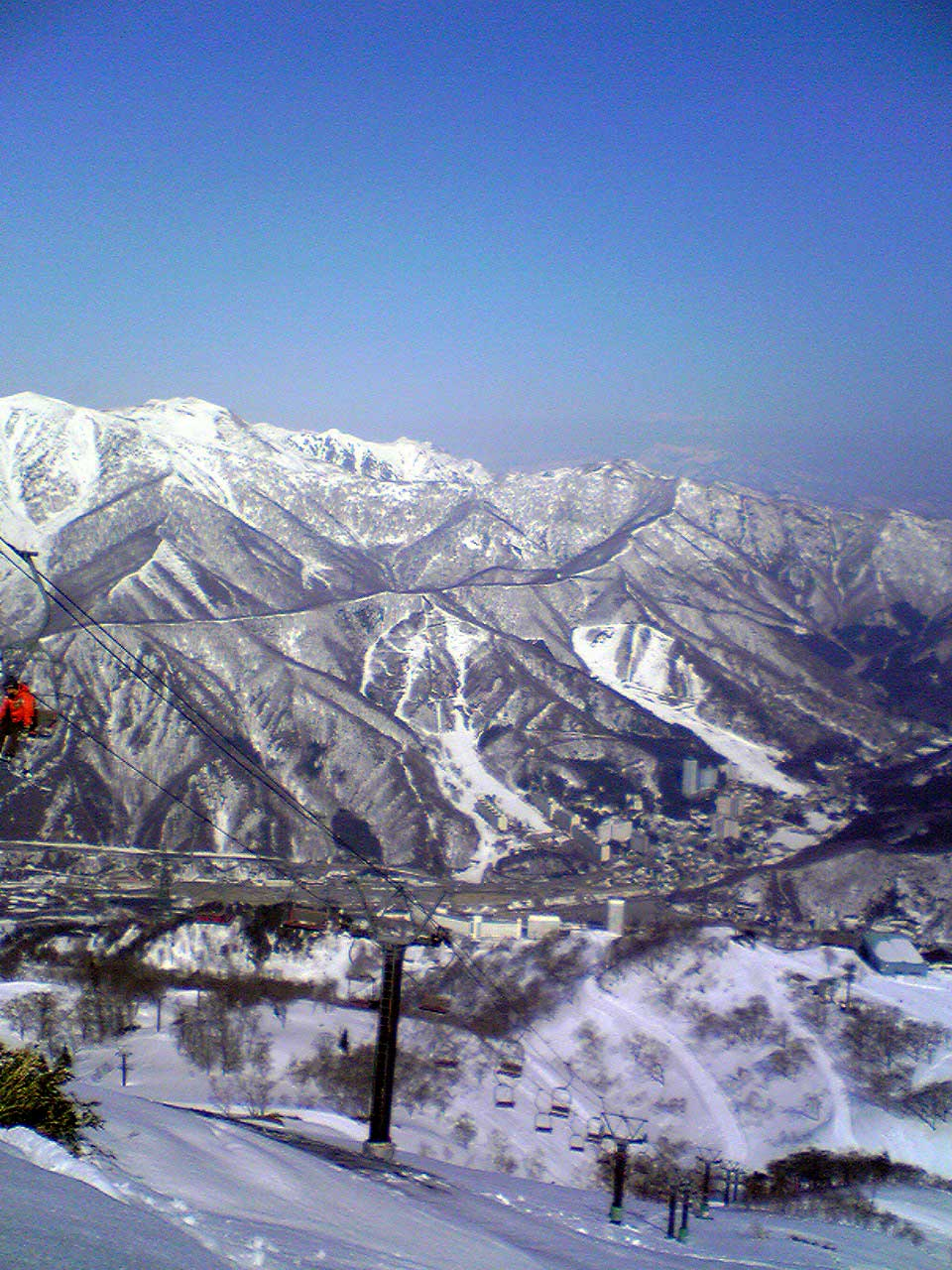
Monte Naeba em Yuzawa

### Estâncias de esqui
Há uma grande quantidade de resorts de esqui na área. A cidade é servida pelas estações Echigo-Yuzawa e Gala-Yuzawa na linha Jōetsu Shinkansen, tornando-se uma das mais acessíveis áreas de esportes de inverno de Tóquio, e a economia da cidade depende principalmente de esqui e snowboarding.